# Сельское поселение «Комсомольское» (Забайкальский край)
Се́льское поселе́ние «Комсомо́льское» — сельское поселение в составе Чернышевского района Забайкальского края.

## География
Площадь сельского поселения 39 659 га, из них 39060 га — сельскохозяйственные угодья. Протяжённость дорог составляет 31,5 км. В 7 километрах от центра поселения проходит трасса «Амур» (у пос. Багульный). По территории поселения протекает река Олов (приток Куэнги).

## История
Сельское поселение создано на основе Комсомольского сельсовета, который был образован в 1930 году.

## Население
| 2010  | 2011  | 2012  | 2013  | 2014  | 2015  | 2016  |
| ----- | ----- | ----- | ----- | ----- | ----- | ----- |
| 1835  | ↘1825 | ↘1800 | ↘1776 | ↘1765 | ↘1725 | ↘1708 |
| 2017  | 2018  | 2019  | 2020  | 2021  |       |       |
| ↘1690 | ↘1668 | ↘1645 | ↘1623 | ↘1475 |       |       |

## Состав поселения
| № | Населённый пункт | Тип населённого пункта        | Население |
| - | ---------------- | ----------------------------- | --------- |
| 1 | Ареда            | станция (посёлок при станции) | ↘331      |
| 2 | Багульный        | посёлок                       | ↘418      |
| 3 | Комсомольское    | село, административный центр  | ↘855      |

## Экономика
Основное предприятие — Племенной завод «Комсомолец» занимается мясо-молочным племенным животноводством, выращиванием зерновых культур.